# Manuela Dumfart

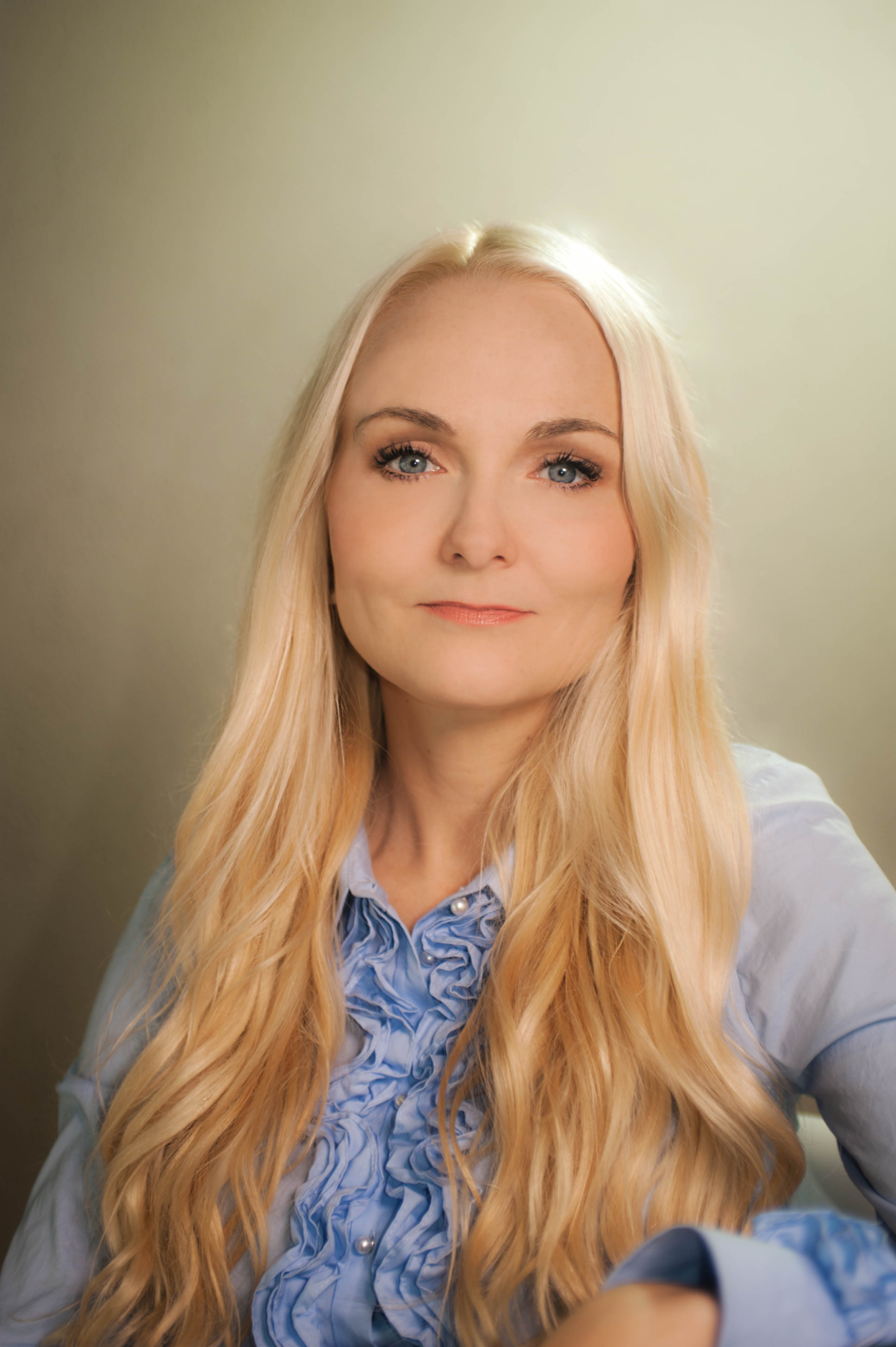
Manuela Dumfart (2024)

Manuela Maria Dumfart (geboren in Linz, Oberösterreich) ist eine österreichische Opernsängerin (Sopran).

## Leben
Die oberösterreichische Sopranistin Manuela Dumfart hat an der Anton-Bruckner Privatuniversität in Linz bei Althea Bridges, Andreas Lebeda und Thomas Kerbl das Bachelor-Studium Gesang mit Auszeichnung abgeschlossen. Am Mozarteum Salzburg setzte sie ihre Studien in „Master Oper und Musiktheater“ bei Kammersängerin Barbara Bonney sowie bei Ingrid Mayr und Josef Wallnig fort und schloss dieses Studium 2008 ebenfalls mit Auszeichnung ab.
Engagements führten Manuela Dumfart an das Opernhaus Peking, zu den Tiroler Festspielen Erl, an das Theater Wolfsburg, Theater Rüsselsheim, Landestheater Linz, Stadttheater Bad Hall, Stadttheater Gmunden, Stadttheater Wels, Stadttheater Steyr, Theater Wil unter anderem als Donna Elvira in Don Giovanni, als Contessa in Le nozze di Figaro, als Arminda in La finta giardiniera, als Elisabeth in Tannhäuser, 3. Norn in Götterdämmerung, als Helmwige in Die Walküre, als Blumenmädchen in Parsifal, als Despina und Dorabella in Così fan tutte, als Stimme in Jakob Lenz von Wolfgang Rihm, in Crazy for you, als Katte in Kronprinz Friedrich von Sigfried Matthus, in Maria Magdalena, Sound of music u. v. m.
Die Opern Così fan tutte und Le nozze di Figaro führten Dumfart an zahlreiche Theater in Deutschland und in der Schweiz, wobei die Produktion von Le nozze di Figaro aus dem Jahre 2009, in der sie die Contessa mit großem Erfolg bei Publikum und Presse sang, ausgezeichnet wurde mit dem INTHEGA-Musiktheater-Publikumspreis für die beste Theatergastspielaufführung 2009 in ganz Deutschland.
Manuela Dumfart war eine von zwei international ausgewählten Sopranen bei einer Masterclass mit anschließendem Konzert mit Maestro Fabio Luisi in Frankreich, wo sie beim Abschlusskonzert die Donna Elvira in Don Giovanni und die Despina in Così fan tutte sang.
Dumfart ist, abgesehen von ihren Opernengagements, auch eine gefragte Konzertsängerin, beispielsweise in Salzburg (Haus der Constanze Mozart), Linz (Brucknerhaus Linz), Berlin, Zürich, Peking und Wuhan. Konzerte führten und werden sie auch zukünftig unter anderem nach Japan, Peking, Deutschland und in die Schweiz führen.
Seit einigen Jahren ist Manuela Dumfart auch für den musikalischen Rahmen des renommierten Weihnachtsevents BMW Berlin mit prominenten Gästen aus Film, Fernsehen, Politik, Sport und Musik verantwortlich.
Sie gab Konzerte für die Sponsoren der Metropolitan Oper New York und trat für die Freunde der Salzburger Festspiele sowie für die Freunde der Hamburger Symphoniker auf.
Eine enge Zusammenarbeit verbindet sie auch mit der Filmemacherin Martina Hechenberger und mit Ali Nikrang (Orchester) – sie „verfilmen“ bekannte Opernstücke um sie dann zu veröffentlichen.
Eine Besonderheit dieser Aufnahmen ist, dass Dumfart unter anderem auch bekannte Opernduette aufnimmt und sowohl die Sopran- als auch die Mezzosopranrolle übernimmt.
2017/2018 hat sie die weibliche Hauptrolle im Kunstfilm “Sehn.Sucht”  nach einer literarischen Vorlage von „Ich und Er“ (Dumfart 1992) gespielt, der von Martina Hechenberger MinaPictures produziert und von ihr auch Regie geführt wurde. Der Film soll 2018  auf diversen Filmfestivals gespielt  werden. Dumfart wird  zusammen mit Ali Nikrang die Filmmusik schreiben. Der renommierte klinische Psychologe, Psychotherapeut  und Buchautor Hans Morschitzky  ist psychologischer Berater des Psychodramas.
Vorpremiere des Kunstfilmes „Sehns.Sucht“ Juni 2019 im Moviemento Kino Linz. „SehnSucht“ wurde auch beim International Film Festival New York gespielt. Nominierung auch für das internationale Filmfestival ARFF Barcelona 2019.
Im Dezember 2022 veröffentlichte Dumfart eine symphonische/OpernCoverversion (musikalische Leitung Ali Nikrang) des Protestliedes „Baraye“ von Shervin Hajipour um ihre Solidarität mit den mutigen, protestierenden Frauen und Männern im Iran auszudrücken, das Ars Electronica Center Linz zeigte den Protestslogan „Women, Life, Freedom“ am Gebäude.
Das Video wurde auch in den unabhängigen iranischen Medien „Iran international“ gezeigt.

## Preise
- Dr. Ernst Koref Preis
- Hanna Ludwig Preis
- INTHEGA – Musiktheater-Publikumspreis für die beste Theatergastspielaufführeun von Le nozze di Figaro

## Musikvideos
- Two Voices – One Singer – Flower Duett, Lakmé – Léo Delibes (youtube-Video)
- Two Voices – One Singer – Barcarolle, Hoffmanns Erzählungen – Jacques Offenbach (youtube-Video)
- Ave Maria – Franz Schubert (youtube-Video)
- Meine Lippen, sie küssen so heiß – Giuditta – Franz Lehár (youtube-Video)
- LT1 Bericht – Sopran Manuela Dumfart – Sie macht aus Opern Musikvideos (youtube-Video)
- Manuela Dumfart, Hänsel und Gretel, Abendsegen, Humperdinck - Two Voices, One Singer https://www.youtube.com/watch?v=5C5oV_hMQXo
- https://www.youtube.com/watch?v=R_vXpcSqNl4 Arie der Rusalka, Antonín Dvořák
- https://www.dorftv.at/video/27352 Interview Hörensagen, Manuela Dumfart ist im Gespräch mit Norbert Trawöger, dorftv